# Вурмой
Вурмо́й (рос. Вурмой, чув. Вăрăмой) — присілок у Чувашії Російської Федерації, у складі Ярабайкасинського сільського поселення Моргауського району.
Населення — 30 осіб (2010; 37 в 2002, 46 в 1979; 60 в 1939, 41 в 1926, 54 в 1906, 32 в 1859). Національний склад — чуваші, росіяни.

## Історія
Історична назва — Вурманой (до 1935 року). Утворився як околоток села Акрамово. До 1866 року селяни мали статус державних, займались землеробством, тваринництвом. 1931 року утворено колгосп «Дружина». До 1920 року присілок перебував у складі Акрамовської волості Козьмодемьянського, а до 1927 року — Чебоксарського повіту. 1927 року присілок переданий до складу Чебоксарського району, 1935 року — до складу Ішлейського, 1951 року — до складу Моргауського, 1959 року — до складу Сундирського, 1962 року — до складу Чебоксарського, 1965 року — повернутий до складу Моргауського району.